# Counterparts
| 전문가 평가                       | 전문가 평가 |
| 평가 점수                         | 평가 점수   |
| 출처                              | 점수        |
| --------------------------------- | ----------- |
| AllMusic                          | [ 2 ]       |
| The Encyclopedia of Popular Music | [ 3 ]       |
| Entertainment Weekly              | B−          |
| The Rolling Stone Album Guide     | [ 5 ]       |

《Counterparts》는 1993년 10월 19일, 앤섬 레코드에서 발매된 캐나다의 록 밴드 러시의 열다섯 번째 스튜디오 음반이다. 밴드가 1992년 중반 이전 음반인 《Roll the Bones》 (1991년) 투어를 마친 후, 멤버들은 후속 작업을 시작하기 전에 잠시 휴식을 취했다.
《Counterparts》는 미국에서 2위에 올랐고, 미국에서 가장 높은 차트를 기록한 두 개의 음반 중 하나이며, 캐나다에서는 6위에 올랐다. 첫 번째 싱글인 〈Stick It Out〉은 빌보드 록 트랙 차트에서 4주 동안 1위를 차지했다. 1994년, 〈Leave That Thing Alone〉은 그래미 어워드 최우수 록 인스트루멘탈 퍼포먼스 부문 후보에 올랐다. 《Counterparts》는 2004년에 리마스터링 되었고, 2013년에 《The Studio Albums 1989–2007》 박스 세트의 일부로 재발행되었다. 2015년에 그들의 전체 백 카탈로그를 리마스터링 하기 위한 러시의 직접적인 접근 방식에 따라 애비 로드 스튜디오에서 션 매지에 의해 리마스터링 된 후 재발행되었다.

## 배경
1992년 6월, 이 밴드는 《Roll the Bones》 (1991년)를 지원하기 위해 Roll the Bones Tour를 마쳤다. 이 그룹이 음반 작업을 시작하기 전, 그들은 Roll the Bones Tour 동안의 대화를 통해 무심코 달성하고 싶었던 몇 가지 목표를 세웠다. 그들은 "자발성과 세련미 사이의 균형감을 이루고, 아마도 그 노래들에 더 유기적인 접근법을 만들기로" 동의했다. 이 그룹은 Roll the Bones Tour에서 그들을 위해 문을 연 록 밴드 프라이머스와 펄 잼이 그들의 사운드를 더 조정하는 데 영향을 미쳤다는 데 동의했다.
이전의 두 스튜디오 음반과 마찬가지로, 러시는 주중에 새로운 자료를 쓰고 연습하기 위해 온타리오주 클레어몬트에 있는 샬레 스튜디오로 후퇴했고, 가족들을 보기 위해 주말에 집으로 돌아갔다. 그들은 닐 피어트가 혼자 작사를 하는 동안 게디 리와 알렉스 라이프슨이 음악 작업을 하는 평소의 연습을 채택했다. 그들은 샬레에서 약 두 달 동안 머물렀고, 그들이 각자의 파트에 대해 만족스러운 사운드와 즉흥적인 공연을 얻는 데 집중할 수 있을 정도로 충분히 잘 리허설을 했다. 리와 라이프슨은 큐베이스 오디오 소프트웨어가 있는 8트랙의 알레시스 디지털 오디오 테이프 녹음기를 사용하여 그들의 아이디어를 내려놨다. 그 그룹은 많은 기술적인 문제에 직면했고, 이로 인해 피어트가 그의 파트를 정리하는 데 짧은 시간이 있었지만, 리는 "그는 방대한 리허설 기간을 거쳤고, 그는 엄청나게 열심히 일하고 목격하는 것은 믿을 수 없습니다"라고 회상했다.
《Counterparts》는 《Presto》 (1989년)에서 시작된 신시사이저에서 기타 위주의 음악으로 밴드가 다시 전환되는 것을 의미한다. 라이프슨은 《Moving Pictures》 (1981년) 이후로 처음으로 기타가 주를 이루도록 하는 의식적인 결정이 있었고, 그 결과 그에게 더 만족스러운 음반이 만들어졌다고 말했다. 작곡 시간은 음악적 차이로 인해 Roll the Bones Tour에서 시작된 리와 라이프슨 사이의 긴장감이 고조되었다. 라이프슨은 리에게 음반에 키보드를 사용하지 말라고 지속적으로 요청했지만, 리는 "즉각적인 분위기"를 조성하는 스튜디오로 키보드를 가져왔다. 리는 키보드가 《Roll the Bones》에서 단지 노래를 장식하기 위해 사용되었다는 것을 유지했고, 《Counterparts》에도 같은 방식으로 사용되기를 원했다. "하지만 알렉스는 제가 곳곳에 키보드를 원한다는 가정을 하고 있었습니다. 매우 불안정한 상황이었습니다." 라이프슨은 두 사람이 작곡 단계에서 이전의 러시 음반보다 "더 큰 감정적 기복"을 겪었고, 부분적으로는 개인의 삶과 관련이 없는 다양한 개인적인 "외부 압력"을 탓했다고 말했다.
작사에 있어서, 피어트는 《Roll the Bones》에서 했던 것과 같은 개별적인 노래들 사이에 공통적인 선의 형태가 없었고 대신 "그 당시에 제가 실제로 연상하지 않았던 개별적인 주제들의 선택"을 고안했다. 그가 생각했던 주제들 중에는 성별 간의 차이, 심리학자 카를 융이 고안한 아니마와 아니무스 원칙, 그리고 영웅주의에 관한 좋은 점과 나쁜 점이 있었다. 피어트는 이중성이 유일하게 통합되는 주제가 되었고 음반의 제목에 영감을 주었다고 지적했다.

## 발매
음반이 발매되기 전, 1993년 10월 14일 토론토 CILQ에서 스티브 워든이 진행한 라디오 스페셜에서 초연되었다.
1993년 11월 6일로 끝나는 한 주 동안 빌보드 200 차트에서 2위로 데뷔했고, 또 다른 데뷔 음반인 펄 잼의 《Vs.》로 1위 자리를 지켰다.  《Counterparts》는 1993년 12월 미국에서 골드 인증을 받았다. 그 음반은 1994년 캐나다에서 골드 인증을 받았다.
이 밴드는 미국과 캐나다로 제한된 4개월간의 투어로 《Counterparts》를 지원했다. 전하는 바에 따르면 멤버들 간의 관계는 긴장되어 있었고, 그들은 투어를 긴 휴식 시간으로 따랐고, 리드 싱어 겸 베이시스트인 게디 리는 각 멤버들이 라이프슨의 솔로 음반과 같은 다른 창의적인 관심사를 탐구하는 동안 성장하는 가족과 시간을 보낼 계획이었다.

## 곡 목록
모든 곡들은 특별한 언급이 없는 한 게디 리, 알렉스 라이프슨 그리고 닐 피어트에 의해 작사/작곡하였다.
| #   | 제목                              | 작사·작곡                         | 재생 시간 |
| --- | --------------------------------- | --------------------------------- | --------- |
| 1.  | 〈Animate〉                       |                                   | 6:04      |
| 2.  | 〈Stick It Out〉                  |                                   | 4:30      |
| 3.  | 〈Cut to the Chase〉              |                                   | 4:48      |
| 4.  | 〈Nobody's Hero〉                 |                                   | 4:55      |
| 5.  | 〈Between Sun and Moon〉          | 리, 라이프슨, 피어트, 파이 뒤부아 | 4:37      |
| 6.  | 〈Alien Shore〉                   |                                   | 5:47      |
| 7.  | 〈The Speed of Love〉             |                                   | 5:02      |
| 8.  | 〈Double Agent〉                  |                                   | 4:52      |
| 9.  | 〈Leave That Thing Alone (기악)〉 |                                   | 4:05      |
| 10. | 〈Cold Fire〉                     |                                   | 4:27      |
| 11. | 〈Everyday Glory〉                |                                   | 5:11      |